# 埃克托·莫雷诺
赫克托·莫雷諾（Héctor Alfredo Moreno Herrera，出生於1988年1月17日）是墨西哥的職業足球運動員，司職中後衛，現效力於墨超球隊蒙特里。

## 榮譽

### 球會
阿爾克馬爾
- 荷蘭足球甲級聯賽: 2008–09
- 告魯夫盾: 2009

### 國家隊
墨西哥17歲以下國家足球隊
- U17世界盃足球賽: 2005

墨西哥國家足球隊
- 美洲金盃: 2011

## 外部連結
- Espanyol official profile
- 埃克托·莫雷诺在 National-Football-Teams.com 上的出场纪录
- Héctor Moreno – FIFA國際賽競賽紀錄 (存檔)